# Alexandr Kuzmič Fleginskij
Svatý Alexandr Kuzmič (Kosmič) Fleginskij (19. únorajul./ 3. března 1861greg. – 24. březnajul./ 6. dubna 1918greg., Georgije-Afipskaja) byl ruský jerej Ruské pravoslavné církve a mučedník.

## Život
Narodil se 19. února 1861 v rodině kněze.
Roku 1883 dokončil studium na Stavropolském duchovním semináři. Stal se psalomščikem (žalmista) katedrálního soboru kazaňské ikony Matky Boží v Stavropolu. Stejného roku byl rukopoložen na diakona a poté na jereje. Stal se knězem chrámu svatého mučedníka Longina setníka stanice Ključevaja v Kubáňské oblasti.
Roku 1885 byl převeden do stanice Krasnogorskaja, kde zastával funkci okružního misionáře a poté okružního zpovědníka v blahočiní. Byl členem Stavropolského eparchiálního církevně-archeologického odboru.
Roku 1908 byl převeden do stanice Georgije-Afipskaja (dnes sídlo městského typu Afipskij v Krasnodarském kraji). Stal se také blagočinným 17. okruhu.
Po dobytí stanice bolševickými vojsky v březnu 1918 se vesnicí prohnala vlna násilí a rychlých represálií. Ve stejné době byl otec Alexander zajat a rozsekán na kusy Rudou armádou. Následně bylo stanoveno datum úmrtí - 24. března. Tělo bylo nalezeno mimo stanici sedm měsíců po vraždě. Synovy otce Alexandra bylo dovoleno tělo převézt do Jekatěrinodaru, kde se 18. září konala v soboru svatého Alexandra Něvského pohřební služba. Byl pohřben na městském hřbitově v Jekatěrinodaru, pravděpodobně vedle své matky. Roku 2015 byl hrob objeven a o dva roky byl obnoven zničený náhrobní kámen.
Za svého života získal právo nosit nábederník, sametově fialovou skufii, kamilavku a zlatý náprsní kříž.

## Kanonizace
Dne 4. května 2017 jej Ruská pravoslavná církev svatořečila jako mučedníka a byl zařazen mezi Sbor všech novomučedníků a vyznavačů ruských.
Jeho svátek je připomínán 6. dubna (24. března – juliánský kalendář).